# Christian Lantignotti
Christian Lantignotti (Milano, 18 marzo 1970) è un allenatore di calcio ed ex calciatore italiano, di ruolo centrocampista.

## Carriera

### Giocatore
Prodotto del vivaio del Milan, ha debuttato in Serie A nel Milan di Sacchi, in cui rimase per due stagioni. Nella sua carriera ha vestito anche le maglie della Reggiana e del Cagliari in Serie A, del Cesena, del Padova, del Treviso del Monza e del Siena in Serie B.
Nella stagione 2008-2009 gioca nel Cattolica in Promozione, e nella stagione successiva veste la maglia della Sanvitese in Italia e della Società Sportiva Pennarossa nel Campionato sammarinese di calcio.

### Dopo il ritiro
Ritiratosi nel 2010, assume il ruolo di collaboratore tecnico nello staff tecnico degli allievi nazionali del Cesena.

## Palmarès

### Giocatore

#### Competizioni nazionali
- Supercoppa italiana: 1

Milan: 1988

#### Competizioni internazionali
- Coppa dei Campioni: 2

Milan: 1988-1989, 1989-1990
- Supercoppa UEFA: 1

Milan: 1989
- Coppa Intercontinentale: 1

Milan: 1989